# Воля-Бокшицька
Воля-Бокшицька (пол. Wola Bokrzycka) — село в Польщі, у гміні Ґнойно Буського повіту Свентокшиського воєводства.
Населення — 134 особи (2011).
У 1975-1998 роках село належало до Келецького воєводства.

## Демографія
Демографічна структура на день 31 березня 2011 року:
|          | Загалом | Допрацездатний вік | Працездатний вік | Постпрацездатний вік |
| -------- | ------- | ------------------ | ---------------- | -------------------- |
| Чоловіки | 56      | 8                  | 37               | 11                   |
| Жінки    | 78      | 18                 | 31               | 29                   |
| Разом    | 134     | 26                 | 68               | 40                   |